# Aleuritopteris qianguiensis
Aleuritopteris qianguiensis là một loài thực vật có mạch trong họ Adiantaceae. Loài này được W.M. Chu & H.G. Zhou miêu tả khoa học đầu tiên năm 1992.